# Dublin Heuston
Dublin Heuston (írül: Stáisiún Heuston, korábban Kingsbridge) egy írországi fejpályaudvar, Dublin központjában.

## Szomszédos állomás
A vasútállomáshoz 
- Park West & Cherry Orchard
- Drumcondra

 állomás van a legközelebb.

## Forgalom
Vonatok az állomásról:
- InterCity: Cork, Limerick, Waterford, Galway, Mayo és Kerry felé
- Commuter: Kildare felé

## Galéria

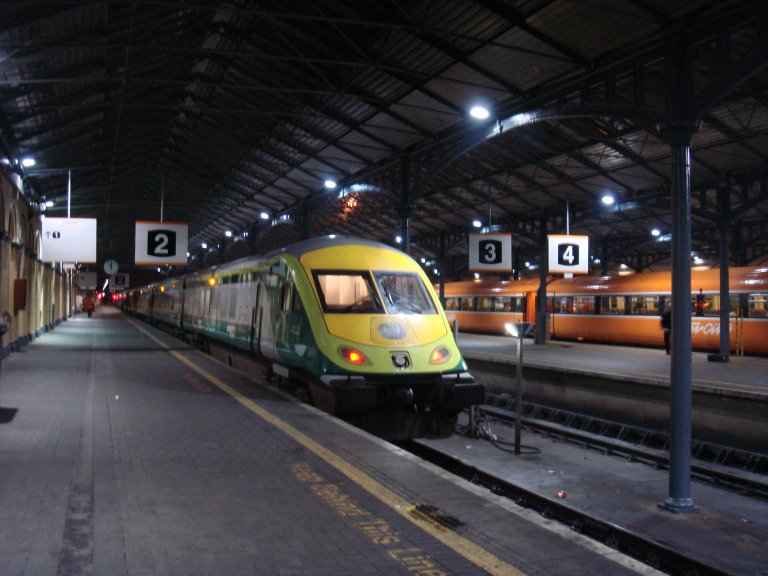
A vágányok
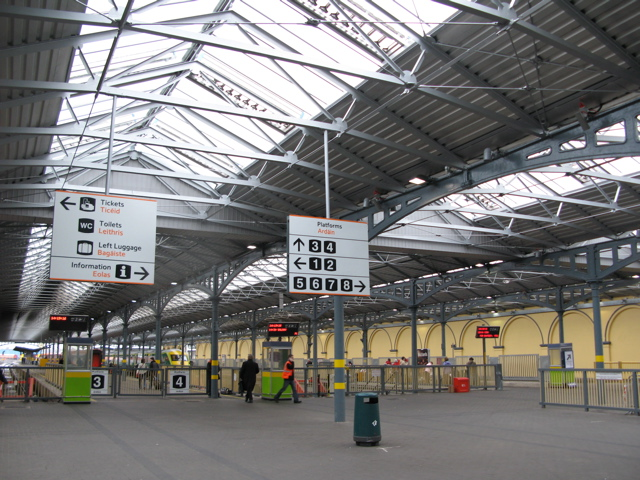
Az állomás csarnoka
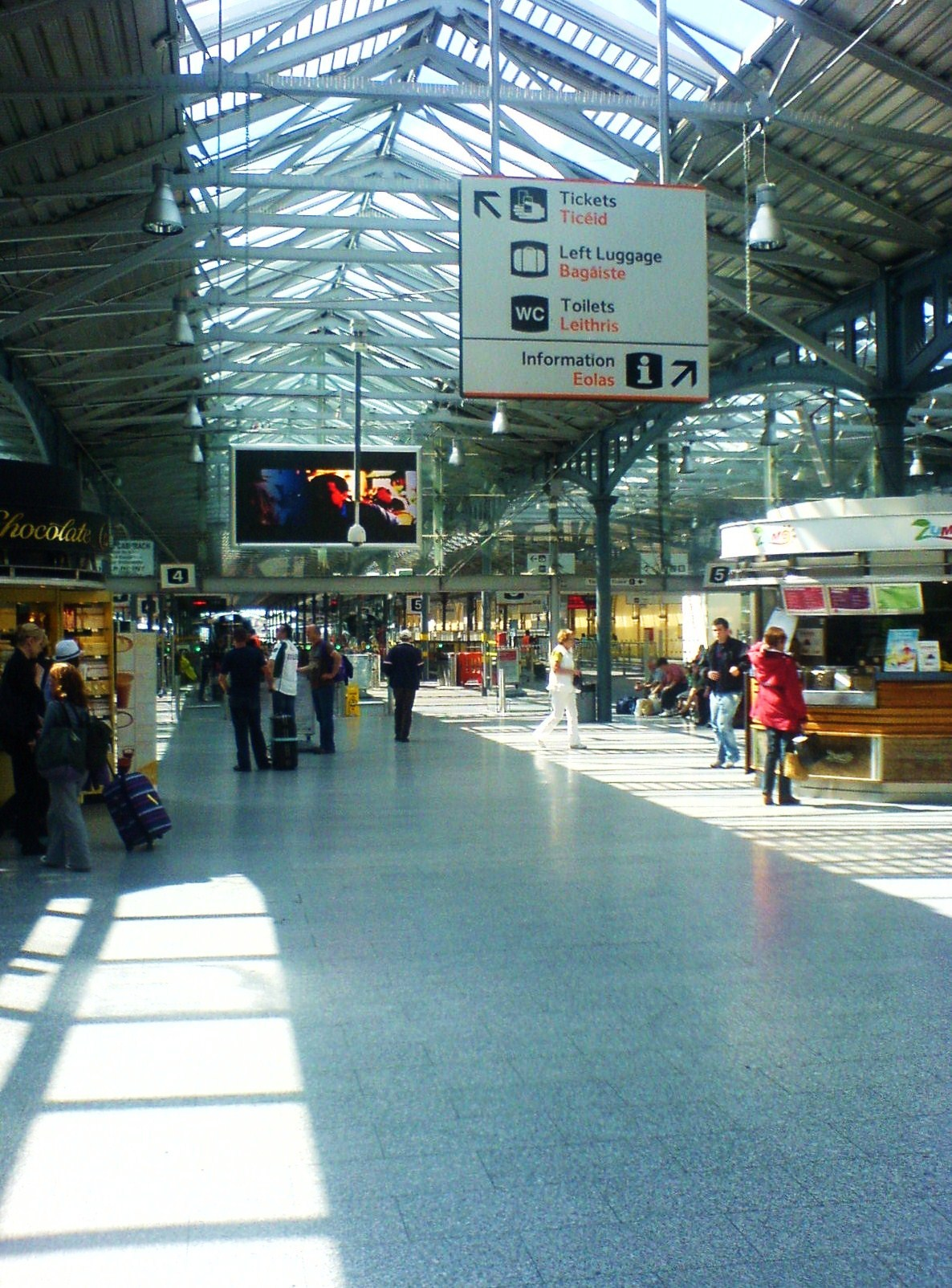
Az állomás csarnoka
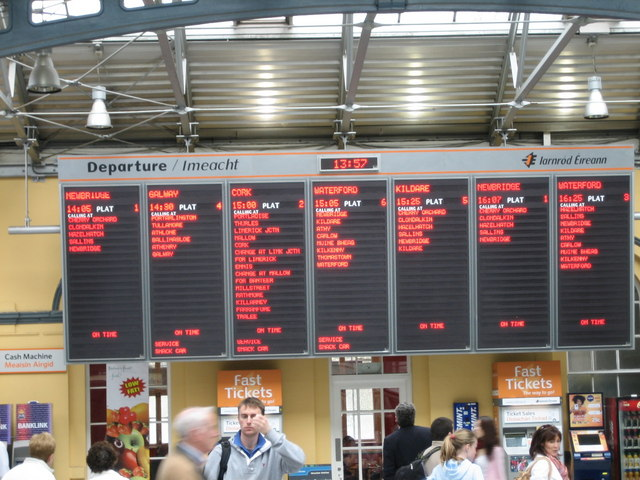
Utastájékoztató tábla
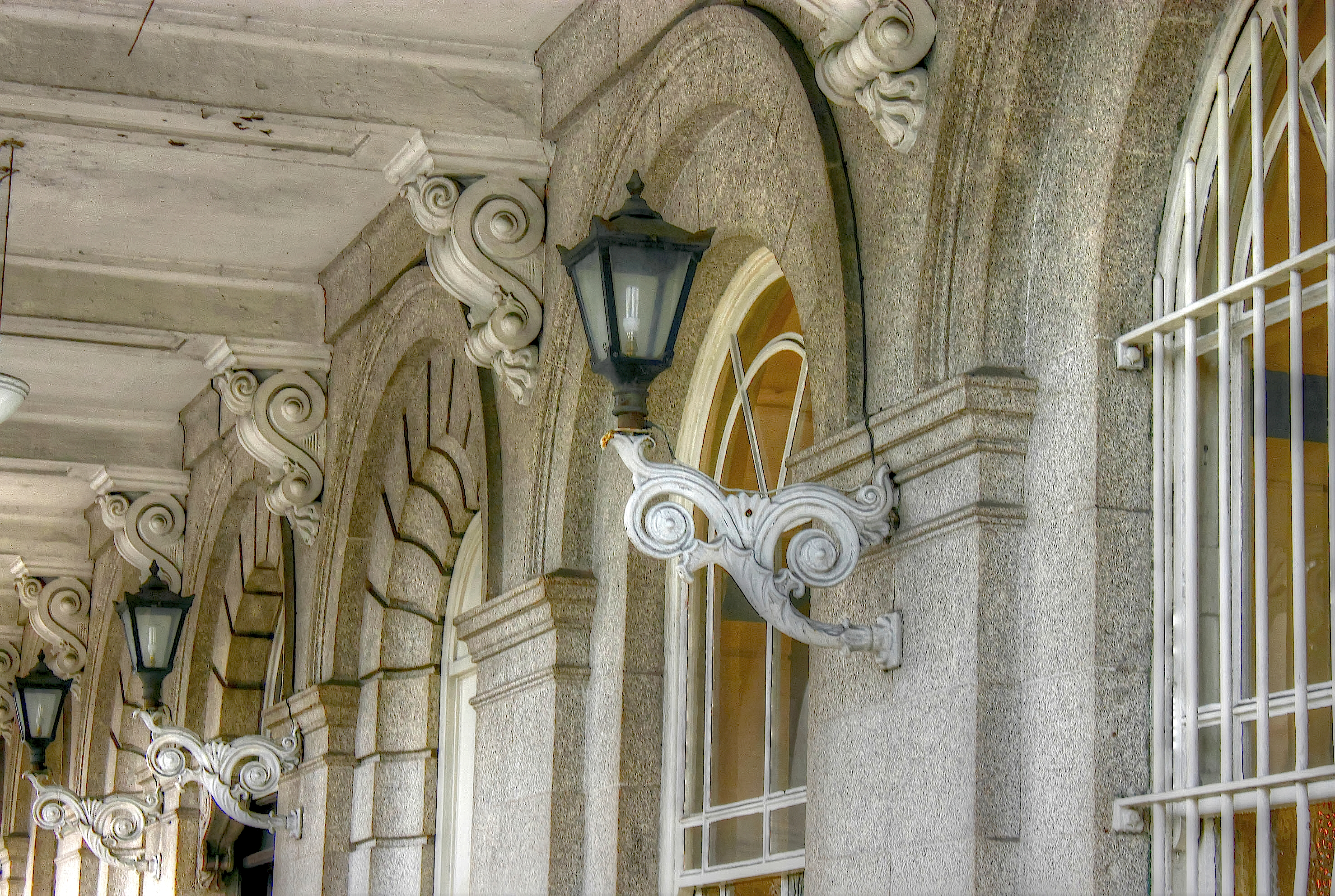
Az állomás belülről

## Fordítás
- Ez a szócikk részben vagy egészben  a   Dublin Heuston railway station című angol Wikipédia-szócikk fordításán alapul.  Az eredeti cikk szerkesztőit annak laptörténete sorolja fel. Ez a jelzés csupán a megfogalmazás eredetét és a szerzői jogokat jelzi, nem szolgál a cikkben szereplő információk forrásmegjelöléseként.